# Jrarat (Shirak)
Pour les articles homonymes, voir Jrarat.
Jrarat (en arménien Ջրառատ) est une communauté rurale du marz de Shirak en Arménie. En 2008, elle compte 1 230 habitants.